# Lac des Pas Perdus
Le lac des Pas Perdus est un plan d'eau douce dans le bassin versant de la rivière Pikauba, de la rivière Chicoutimi (via le lac Kénogami) et de la rivière Saguenay. Le lac des Pas Perdus est situé dans le territoire non organisé de Lac-Pikauba, dans la MRC de Charlevoix, dans la région administrative de la Saguenay–Lac-Saint-Jean, dans la province de Québec, au Canada. Le lac des Pas Perdus est situé dans la partie centrale de la réserve faunique des Laurentides.
Le bassin versant du lac des Pas Perdus est surtout desservi indirectement par la route 175 qui relie la ville de Québec (ville) à Saguenay. Le secteur du lac des Pas Perdus est desservie par la route forestière R0360 et par quelques autres routes forestières secondaires pour les besoins la foresterie et des activités récréotouristiques.
La foresterie constitue la principale activité économique du secteur ; les activités récréotouristiques, en second.
La surface du lac des Pas Perdus est habituellement gelée du début de décembre à la fin mars, toutefois la circulation sécuritaire sur la glace se fait généralement de la mi-décembre à la mi-mars.

## Géographie
L’embouchure du lac des Pas Perdus est située à environ 2,7 km au nord-est de la limite des régions administratives de Saguenay–Lac-Saint-Jean et de la Capitale-Nationale. Les principaux bassins versants voisins du lac des Pas Perdus sont :
- côté nord : lac des Bouleaux, lac à Mars, rivière Pikauba, grand lac aux Montagnais, lac Marchand, lac de l’Enfer, rivière à Mars Nord-Ouest ;
- côté est : grand lac des Enfers, lac Hébert, rivière à Mars Nord-Ouest, rivière à Mars ;
- côté sud : lac Philippe, ruisseau Philippe, ruisseau Jack, rivière Jacques-Cartier, lac Jacques-Cartier ;
- côté ouest : ruisseau Philippe, rivière Pikauba, lac du Général Tremblay, ruisseau Noir, ruisseau de l’Enfer.

Le lac des Pas Perdus comporte une longueur de 2,8 km, une largeur maximale de 0,6 km, une altitude est de 865 m et une superficie de km2. Ce lac comporte une baie s’étirant sur 1,0 km vers l’est où se déverse la décharge (venant du nord) du lac Éperon ; le rétrécissement du lac à l’entrée de cette baie est formé par une presqu’île rattachée à la rive nord et une autre venant de la rive sud.
L’embouchure de ce lac est située sur la rive ouest, à :
- 1,9 km au nord-ouest du lac Philippe ;
- 6,8 km au sud-est du lac Pikauba ;
- 8,9 km au nord-est de la route 175 reliant les villes de Québec et de Saguenay ;
- 10,0 km au sud-ouest du lac de tête de la rivière à Mars ;
- 11,8 km au nord du cours de la rivière Jacques-Cartier ;
- 15,6 km au nord du lac de tête de la rivière Montmorency ;
- 17,2 km au sud-est d’une baie de la rive sud-est du lac Talbot lequel est traversé par la rivière Pikauba ;
- 17,2 km au sud-est de la jonction des routes route 175 et route 169 ;
- 79,2 km au sud-est de la confluence de la rivière Chicoutimi et de la rivière Saguenay, soit au centre-ville de Saguenay.

À partir de l’embouchure du lac des Pas Perdus, le courant descend le cours de :
- la décharge du lac des Pas Perdus sur 4,2 km généralement vers le sud-ouest ;
- le ruisseau Philippe sur 10,2 km généralement vers le sud-ouest ;
- la rivière Pikauba sur km généralement vers le nord ; puis, le lac Kénogami sur 19,1 km vers l’est, puis le nord ;
- la rivière aux Sables sur 12,3 km vers le nord ;
- la rivière Saguenay sur 151,2 km vers l’est jusqu’à Tadoussac où il conflue avec l’estuaire du Saint-Laurent.

## Toponymie
Ce toponyme est indiqué sur le brouillon de la carte du Lac Jacques-Cartier 1959-11-04, item 45. et sur le brouillon de Baie-Saint-Paul, 1961-06-16, item 169.
Le toponyme « lac des Pas Perdus » a été officialisé le 5 décembre 1968 par la Commission de toponymie du Québec.